# Barra do Garças
Barra do Garças é um município brasileiro, localizado na Região Centro-Oeste, no estado de Mato Grosso, do qual é o décimo município mais populoso, com 69.210 habitantes, conforme o último censo oficial do IBGE realizado em 2022. Pertence a microrregião do Médio Araguaia e mesorregião do Nordeste Mato-Grossense.
Criado em 13 de junho de 1924 e emancipado em 15 de setembro de 1948, é um polo regional em Mato Grosso, sendo a principal cidade da região conhecida como Vale do Araguaia, nas proximidades da divisa com o estado de Goiás. Sua economia baseia-se na agropecuária, turismo e agricultura, com destaque para a produção de soja, arroz e milho.
Sua área é de 8.363,149 km²,e a distância até Cuiabá, capital administrativa estadual, é de 515 quilômetros.

## História

### Garimpo
A fundação do povoado deu-se em 13 de junho de 1924, dia do padroeiro Santo Antônio, por Antônio Cristino Côrtes, Francisco Luiz Esteves e Francisco Dourado. A primeira atividade econômica foi a mineração, que era feita concomitantemente com agricultura e pecuária de subsistência. O crescimento da cidade possibilitou sua emancipação em 15 de setembro de 1948 (via transferência da sede de município, antes localizada em Araguaiana) com 212 mil km² e ampliado posteriormente para 273,476 mil km², tornando-se, na época, o maior município do mundo

### Fundação Brasil Central
Na década de 40, com a instalação da base da fundação na cidade vizinha de Aragarças, a cidade sofreu um segundo período de crescimento acentuado. Também nesta época houve a transferência de sede de município de Araguaiana para Barra do Garças.

### Sudam
Com a Sudam, a partir de 1967, o município teve um terceiro período de crescimento. Todavia uma parte expressiva dos migrantes se assentou na parte norte do município, apoiado pela política de colonização então empreendida, criando novas povoações como Água Boa, Canarana, entre outros.

### Fase dos incentivos fiscais
Entre 1965 e 1973 houve forte incentivo fiscal por parte dos órgãos SUDAM e SUDECO.Foi nesta época que houve a ligação da cidade com a rede de energia elétrica, o asfaltamento das ruas centrais, entre outras melhorias na infra estrutura.

## Geografia
Localiza-se encravada aos pés da Serra Azul, um braço da Serra do Roncador, a 318 metros acima do nível do mar, em uma latitude 15º53'24" sul e longitude 52º15'24" oeste. Sua área total é de 9.078,983 km² e está conurbada com Pontal do Araguaia/MT e Aragarças/Goiás, cuja divisa é feita pelos Rios Garças e Araguaia.
O município utiliza o Fuso Horário de Brasília e não adota o Horário de Verão.

## Comunicação
A televisão, o rádio e a internet são os principais meios de comunicação em Barra do Garças e região , sendo-as:
- Tv SBT Barra Canal 4.1 Local (GMTCOM)
- Tv Cidade
- Rede Tv Barra do Garças-MT
- TV Anhanguera (Globo)
- TV Centro América (Globo)
- TV Novo Tempo
- Rádio Difusora AM 720 kHz
- Rádio Jovem Pan FM 91.1 mHz
- Rádio Hits Araguaia 99,9 mHz  - Centro América FM
- Rádio Gazeta FM 96.1 mHz
- Rádio Aruanã
- E Acontece
- Araguaia Noticias
- Barra Direto
- O Araguaia

### Clima
A altitude está entre 320 metros e a temperatura média anual 21 °C, com duas estações bem definidas: verão chuvoso de outubro a abril, e inverno seco de maio a setembro. A baixa umidade relativa do ar durante os meses de agosto e setembro pode ficar inferior a 12%.

### Subdivisão
Distritos
- Indianópolis
- Toricueije
- Vale dos Sonhos

## Economia

### Região Integrada de Desenvolvimento Econômico
A região integrada de desenvolvimento econômico consiste na conurbação das cidades mato-grossense e goianas. O aglomerado de 8 cidades próximas a Barra do Garças soma mais de 125 mil habitantes que transitam e comercializam diariamente conjuntas.

## Administração
- Prefeito: Adilson Gonçalves de Macedo (2021/2024)
- Vice-Prefeito: Sivirino Souza dos Santos

## Estrutura urbana

### Vias de acesso
Aeroporto de Barra do Garças, BR158 - BR070- MT100 e GO194.
Barra do Garças-MT, uma cidade encantadora situada no estado de Mato Grosso, é conhecida por suas belezas naturais, cultura vibrante e povo acolhedor. No entanto, apesar de seus atrativos, a cidade enfrenta diversos desafios quando se trata das vias de acesso que a ligam ao restante do país. As principais rotas que convergem para Barra do Garças, como a BR-158, BR-070, MT-100 e GO-194, apresentam uma série de problemas que impactam negativamente tanto os moradores locais quanto os visitantes.
Uma das questões mais preocupantes é a falta de conservação das vias. Muitos trechos dessas estradas estão deteriorados, com buracos, desníveis e falta de sinalização adequada. Essas condições precárias aumentam significativamente o risco de acidentes, tornando a jornada para Barra do Garças uma tarefa perigosa.
Além disso, a infraestrutura das vias de acesso é insuficiente para lidar com o intenso fluxo de veículos. Durante períodos de maior movimento, como feriados prolongados e férias, o tráfego nas estradas fica congestionado, resultando em longas filas e atrasos significativos. Essa situação não apenas causa inconveniência aos viajantes, mas também afeta negativamente o comércio local, dificultando o transporte de mercadorias e o desenvolvimento econômico da região.
Outro problema crítico é a ausência de uma duplicação adequada das vias. Muitos trechos das rodovias que levam a Barra do Garças ainda são de pista simples, o que aumenta a possibilidade de ultrapassagens arriscadas e colisões frontais. Essa falta de infraestrutura adequada limita o potencial de crescimento da região, uma vez que dificulta a atração de investimentos e o escoamento eficiente da produção local.
Além disso, a falta de serviços de apoio ao longo dessas rotas também é uma preocupação. Postos de gasolina, restaurantes e áreas de descanso são escassos, tornando as paradas para abastecer ou descansar uma tarefa desafiadora. Isso afeta tanto os motoristas de passeio quanto os profissionais que realizam transporte de carga, gerando desconforto e dificuldades adicionais ao longo do percurso

### Educação
Com recursos mistos do município e do Estado, é mantido nas dependências do antigo CSU, (hoje CRAS) o Telecentro, um local de acesso gratuito à internet onde a população de baixa renda dispõe de um profissional para lhe sanar as dúvidas, local este onde estudantes podem fazer pesquisas na internet, trabalhadores procurarem empregos, bem como fazerem inscrições para concursos públicos via internet. Tudo gratuito e sem agendamento prévio. O município conta com mais de 25 escolas, A cidade também possui uma unidade do Instituto Federal de Mato Grosso (IFMT).
No Ensino Superior, a cidade conta com o Campus Universitário do Araguaia, da Universidade Federal de Mato Grosso.

### Criminalidade e segurança
Assim como acontece na maioria dos municípios brasileiros, a criminalidade ainda é um grande problema em Barra do Garças. A falta de segurança tem se mostrado uma questão significativa, evidenciada por índices alarmantes e fatos concretos.
Os índices criminais em Barra do Garças são preocupantes, refletindo a complexidade do problema enfrentado pela comunidade local. De acordo com dados recentes, o município registrou um aumento de 20% nos índices de criminalidade nos últimos dois anos. Isso inclui crimes como roubos, furtos, assaltos e homicídios, que afetam diretamente a sensação de segurança dos moradores.
Além dos números alarmantes, é possível destacar fatos concretos que ilustram a falta de segurança em Barra do Garças. Por exemplo, ocorreram diversos assaltos a mão armada em estabelecimentos comerciais e residências nos últimos meses. Os relatos de moradores e comerciantes descrevem uma sensação de medo e vulnerabilidade diante da escalada da criminalidade.
Outra evidência da insegurança na cidade é a falta de efetivo policial. A deficiência no contingente policial torna difícil para as autoridades combaterem efetivamente a criminalidade e garantir a proteção adequada à população. Os índices de resposta a ocorrências têm sido insuficientes, o que agrava ainda mais a percepção de insegurança por parte dos cidadãos.
Diante desses índices e fatos, fica claro que a criminalidade é um problema sério em Barra do Garças. A falta de segurança afeta a qualidade de vida da população, gerando preocupação e impactando negativamente diversos setores da cidade, como o turismo e o comércio. É fundamental que medidas eficazes sejam adotadas para combater a criminalidade e restabelecer a sensação de segurança na comunidade.
Além do mais, a cidade conta com 136 câmeras de última geração, instaladas em vários pontos urbanos, além de prédios públicos. O monitoramento fica a cargo da polícia militar em uma central nas dependências do 2º Batalhão. Conta com oito televisores de LCD 42 polegadas para monitoramento 24 horas.

### Pontos turísticos
A cidade possui o maior potencial turístico do Vale do Araguaia e do estado de Mato Grosso. Além do Rio Araguaia, conhecido polo de atração turística em sua temporada de praia, é na cidade que, pela Serra Azul, se inicia o complexo de Serras do Roncador, local envolvido de misticismo e que, segundo alguns, possui um portal interdimensional diretamente conectado a Macchu Picchu descoberto pelo famoso Coronel Percy Fawcett, desaparecido em uma missão de localização da 'cidade perdida' em 1925. Foi ainda ponto de partida da famosa expedição Xingu dos Irmãos Villas-Bôas Além de atrair o turismo místico a Serra do Roncador possui excelentes pontos de trilhas naturais e belíssimas cachoeiras dentro da cidade o que propicia facílimo deslocamento para os turistas portando-se excelente opção para o turismo ecológico. Ponto de encontro dos Rios Araguaia e Garças, Barra do Garças possui várias praias fluviais que também atraem turistas.
O parque das águas quentes oferece piscinas hidrotermais (entre 31 e 43 graus) com toboágua, instrutores de hidroginástica, bares e restaurantes. Além disso, Barra do Garças tem várias cachoeiras situadas na Serra Azul.
A cidade também construiu um "Aeroporto para discos voadores" na década de 1990.
Na entrada leste da cidade, um obelisco marca a entrada na Amazônia Legal. E a cidade conta ainda com uma estátua de Cristo Redentor.

## Filhos ilustres
- Fantine Thó - cantora e compositora

## Últimos prefeitos eleitos
| Ano  | Prefeito         | Partido | Votos  | %     | Ref    |
| ---- | ---------------- | ------- | ------ | ----- | ------ |
| 2004 | Chaparral        | PC do B | 11.686 | 39,01 | [ 15 ] |
| 2008 | Wanderley Farias | PR      | 14.849 | 50,64 | [ 16 ] |
| 2012 | Roberto Farias   | PSD     | 14.238 | 47,16 | [ 17 ] |
| 2016 | Roberto Farias   | PMDB    | 20.275 | 72,34 | [ 18 ] |
| 2020 | Dr. Adilson      | PSD     | 14.466 | 49,33 | [ 19 ] |
| 2024 | Dr. Adilson      | UB      | 23.028 | 69,61 | [ 20 ] |